# Дејдамија
Дејдамија је у грчкој митологији било име више личности.

## Митологија
1. Била је Ликомедова кћерка, којом се, након помирења са Ликомедом оженио Ахил. Са њим је имала синове Пира или Неоптелема и можда Онеира.[1]
2. Белерофонтова кћерка и супруга Евандера, са којим је имала сина Сарпедона. Хомер је у „Илијади“ назива Лаодамија.[1]
3. Пиритојева супруга, која се чешће називала Хиподамија.[1]